# Transvestitenschein

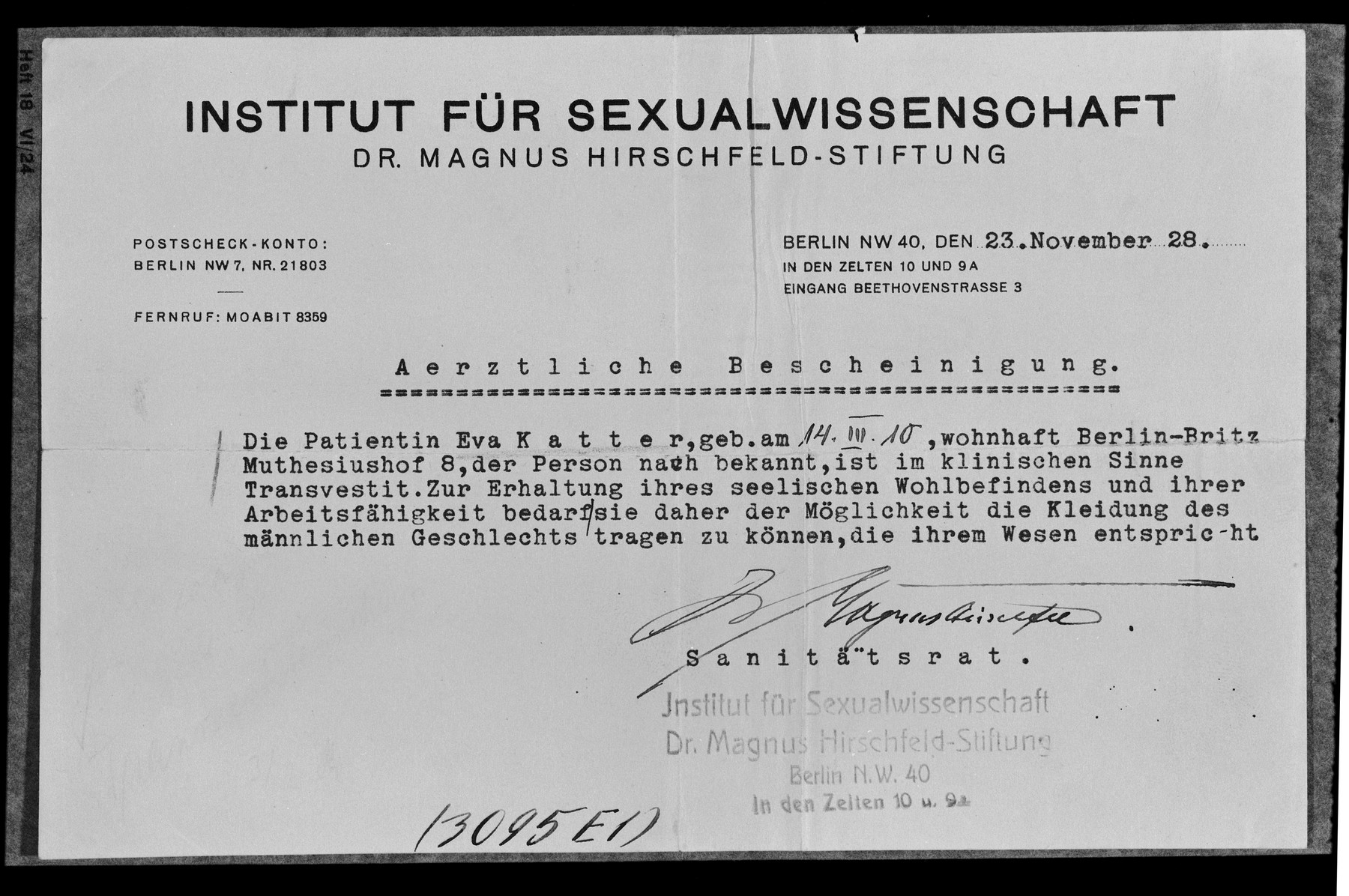
Transvestitenschein des Institut für Sexualwissenschaft (1928)

Ein umgangssprachlich so genannter Transvestitenschein oder  auch Transvestitenbescheinigung war ein ab 1909 bis mutmaßlich in die 1950er Jahre  ausgegebenes Dokument, das dem jeweiligen Besitzer ohne Furcht vor behördlicher oder polizeilicher Verfolgung gestattete, in der Öffentlichkeit gegengeschlechtliche Kleidung zu tragen. Transvestit bezog sich zu diesem Zeitpunkt auf alle Personen, deren Geschlechtsidentität und bevorzugte Kleidung nicht mit ihrem zugewiesenen Geschlecht übereinstimmten, und umfasste daher sowohl Cross-Dresser als auch Transgender-Personen.

## Geschichte
Seit Beginn des 20. Jahrhunderts zog es Homosexuelle und transvestitisch veranlagte Personen vermehrt in die deutsche Hauptstadt Berlin. Hier war es im Vergleich zum Umland oder anderen Regionen eher möglich, auf Gleichgesinnte zu treffen. Zwar gab es auch in Berlin einen Verfolgungsdruck aufgrund der damaligen Strafbarkeit von Homosexualität (unter Männern), aber er war nicht so groß wie in der jeweiligen dörflichen oder kleinstädtischen Heimat, wo man sich oftmals auch kannte. Diese provinzielle Enge ist bis heute und auch weltweit für Homosexuelle und Transgender ein Beweggrund für den Wegzug in eine Großstadt geblieben.
Zwischen dem 6. Juli 1919 und dem 6. Mai 1933 existierte in Berlin-Tiergarten das Institut für Sexualwissenschaft (IfS). Gegründet und geführt wurde es von dem Arzt und Sexualforscher Dr. Magnus Hirschfeld (1868–1935). In Berlin führte die Kriminalpolizei seit Längerem ein eigenes „Homosexuellendezernat“. Hirschfeld verfügte als prominente Person und SPD-Mitglied über gute persönliche Kontakte zu den Kripo-Beamten und konnte in Gesprächen mit ihnen erstaunliche liberale Einstellungen gewinnen. Es gab hier Kommissare, die durch sachliche Überlegung und sicher auch Überzeugung die Verfolgung von „Männerfreunden und Päderasten“ wahlweise nur wenig nachdrücklich betrieben oder sogar für die Abschaffung des § 175 plädierten. Hierunter zählen Personen wie Leopold von Meerscheidt-Hüllessem (1849–1900), Hans von Tresckow (1863–1934) und der laut Jens Dobler „linke sexual-reformistische“ Heinrich Kopp (1871–1941).
Das Tragen gegengeschlechtlicher Kleidung fiel zwar nicht unter den „Homosexuellenparagraphen“, konnte aber strafrechtlich unter Umständen als „Erregung öffentlichen Ärgernisses“ nach § 183 des Reichsstrafgesetzbuches eingeordnet und mit bis zu zwei Jahren Gefängnis oder Geldstrafe belegt werden. Da hierfür ebenfalls das Homosexuellendezernat zuständig war, erwies sich die Zusammenarbeit mit den Wissenschaftlern des sexualwissenschaftlichen Instituts als vorteilhaft, als es darum ging, hier liberalere Vorgehensweisen zu etablieren.
Magnus Hirschfeld hatte in seinen Forschungen den Begriff „Transvestit“ geprägt und 1910 mit seiner Publikation Die Transvestiten weltweit erstmals eine Untersuchung über den „erotischen Verkleidungstrieb“ veröffentlicht. Hierbei stellte er fest, dass es keine zwangsläufige Verbindung zwischen Homosexualität und Transvestitismus gab. Er machte vielmehr eine Nichtübereinstimmung zwischen physischer und psychischer Verfassung des Betreffenden aus. Er sah es aufgrund der lebenswichtigen Bedeutung, die die „Umkleidung“ für den jeweiligen Träger hatte, als seine ärztliche Aufgabe an, diese als notwendig zu attestieren. Hirschfeld und Kopp konnten somit eine Regelung erwirken, die erlaubte, den betreffenden Personen nach Vorlage einer ärztlichen Bestätigung ihres „Transvestitismus“ bestimmte polizeiliche Ausweise auszustellen, womit sich die Inhaber(innen) bei Polizeikontrollen, Razzien oder vor Gericht als offiziell bekannt „Männerkleidung tragend“ bzw. „Frauenkleidung tragend“ ausweisen konnten und so vor Verhaftung und Strafen geschützt waren.

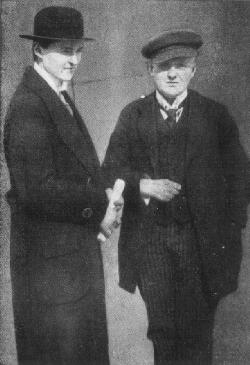
Herbert W. (links) und ein Freund. Er lebte zwei Jahre in Berlin unter seinem gewählten Namen

So erhielt ein 1885 in Berlin als Katharina T. geborener Transmann bereits 1909 einen solchen Ausweis. Im Jahr darauf bekam – unter breiter Pressebegleitung – auch Gerda von Zobeltitz (1891–1963) dieses Dokument, die durch ihre provokante Art behördlichen Ärger bis dahin regelrecht auf sich gezogen hatte. Allerdings wurde ihr der Transvestitenschein auf Betreiben eines Verwandten 1916 wieder entzogen.
Das Institut fungierte als Gutachter für Transvestitenscheine und andere „Trans-Atteste“, was für das IfS auch eine willkommene wirtschaftliche Komponente in dieser von der Weltwirtschaftskrise gezeichneten Zeit darstellte. 1924 berechnete das Haus für ein solches Gerichtsgutachten 150 Reichsmark, und als Gebühr für einen Transvestitenschein wurde 1929 50 RM erhoben. Hilfreich für die Betroffenen war es auch, dass es 1921 einen Beschluss des preußischen Innenministeriums gab, wonach es möglich wurde, dass die begutachteten Männer und Frauen ihren Vornamen geschlechtstypisch angleichen oder geschlechtsneutrale Namen wie Alex, Toni oder Gert tragen durften. Allerdings wurden diese Änderungen in den amtlichen Verlautbarungen öffentlich gemacht, womit die Betroffenen unfreiwillig geoutet wurden. Die Verlautbarungen enthielten die Klarnamen, persönliche Daten und sogar die Wohnadressen der Betreffenden. Aber auch danach waren sie abhängig vom Verständnis der Polizei und Justiz, auf deren Genehmigung sie angewiesen und deren Kontrollwillkür sie ausgeliefert waren. Insofern hatten Transvestiten trotz dieser Liberalisierungen also auch weiterhin einen prekären Status.
Auch in anderen Städten wie Hamburg, München, Köln oder Essen wurden Transvestitenscheine ausgegeben. In Preußen, dem größten Einzelstaat des Deutschen Reiches, waren Transvestitenscheine am ehesten verbreitet. Dennoch blieb die Ausgabe dieser Transvestitenscheine im Deutschen Reich die Ausnahme, da sich nahezu zeitgleich eine andere liberale Entwicklung Bahn brach: Die Berliner Kriminalpolizei veröffentlichte 1922 eine Stellungnahme, in der sie eine Verhaftung ausschließlich aufgrund des Tragens geschlechtsuntypischer Kleidung verbot, und führte dazu aus:

„Die im Publikum noch verbreitete Meinung, dass es sich bei den verkleideten Personen um verkappte Verbrecher […] handele, ist hinfällig.“

## Drittes Reich und Nachkriegsdeutschland
Mit der Machtübernahme der Nationalsozialisten 1933 und der Vernichtung des Instituts für Sexualwissenschaft am 6. Mai 1933 endete die Praxis dieser Transvestitenscheine. So schrieb der Berliner Leiter des Homosexuellendezernat Bernhard Strewe am 28. März 1934 „Ein sogenannter Transvestitenschein, wie er früher von meiner Dienststelle ausgestellt wurde, kann jedoch nicht gegeben werden, da solche Scheine aus grundsätzlicher Erwägungen heraus nicht mehr ausgestellt werden.“ In Hamburg wurden Transvestitenscheine bis 1936 von Inspektor Karl Otto Rudolf Förster ausgestellt. Laut einer Strafakte wegen Verstoßes gegen §175 gegen W. Kleinecke wurde 1936 festgestellt: „Im Jahre 1936 habe er durch den Leiter der Hamburger Sitten-Kriminal-Inspektor Förster eine Bescheinigung bekommen, derzufolge er Frauenkleidung tragen dürfe. Diese Bescheinigung sei ihm wie auch andern Transvestiten aber nach 6 Monaten etwa wieder abgenommen worden.“ Nachdem Rudolf Förster 1936 unter anderem wegen „freundschaftlichen Beziehungen zu Homosexuellen“ seines Amtes enthoben wurde, sind keine weiteren Ausstellungen von Transvestitenscheinen in Hamburg während der NS-Zeit dokumentiert.
Wer im Nationalsozialismus keine homosexuellen Handlungen erkennen ließ oder öffentliches Ärgernis erregte (etwa Menschenaufläufe), blieb als Transvestit jedoch meist unbehelligt. Auch Personenstandänderungen wurden zugelassen.
Auch im Nachkriegsdeutschland wurde die Vergabepraxis der Transvestitenscheine fortgesetzt. So erhielt Toni (Anton) Simon (1887–1979) vor wie auch nach dem Zweiten Weltkrieg von den deutschen Behörden die Erlaubnis, sich öffentlich in Frauenkleidern zu bewegen.